# Ulric Blackburn
Pour les articles homonymes, voir Blackburn (homonymie).
Ulric Blackburn, né le 19 octobre 1926  à Chicoutimi au Québec (Canada) et mort le 2 juin 1999, est un homme politique québécois.
Il est maire de Chicoutimi de 1981 à 1997.

## Biographie
Ulric Blackburn est le fils de Jean-Baptiste Blackburn et de Diana Perron. Diplômé en administration, il travaille pendant 18 ans comme contrôleur au sein de l'entreprise de salaison Brassard & Frères. Par la suite, il fonde sa propre entreprise, L.B. Électrique. Il épouse en 1951 Georgette Girard et le couple a quatre enfants.
Il s'implique rapidement dans les mouvements sociaux. Ainsi, il œuvre au sein de la Jeunesse ouvrière chrétienne (JOC) et participe à la création de la Caisse populaire Saint-Antoine-de-Chicoutimi en 1952. À partir de 1959, il est commissaire d'école à la Commission scolaire de Chicoutimi et il en assume la présidence de 1966 à 1981. 
À l'élection municipale du 1er novembre 1981, il se présente sous la bannière du Parti du Chicoutimi Métropolitain (PCM) et est élu maire. Il assume cette fonction jusqu'en 1997, quand il est battu par le notaire Jean Tremblay. Il est président de l'Union des municipalités du Québec de 1993 à 1995. Il meurt le 2 juin 1999 à l'âge de 72 ans.

## Sources
- Gabriel Berberi, Hommage à nos bâtisseurs, 350 ans d'histoire au Saguenay-Lac-St-Jean, Les Distributions OM, 1997, 694 p.
- Bertrand Picard, Maires des municipalités du Québec 1996-97, Logidées inc, 1997, 464 p.